# Kabinett Pinay

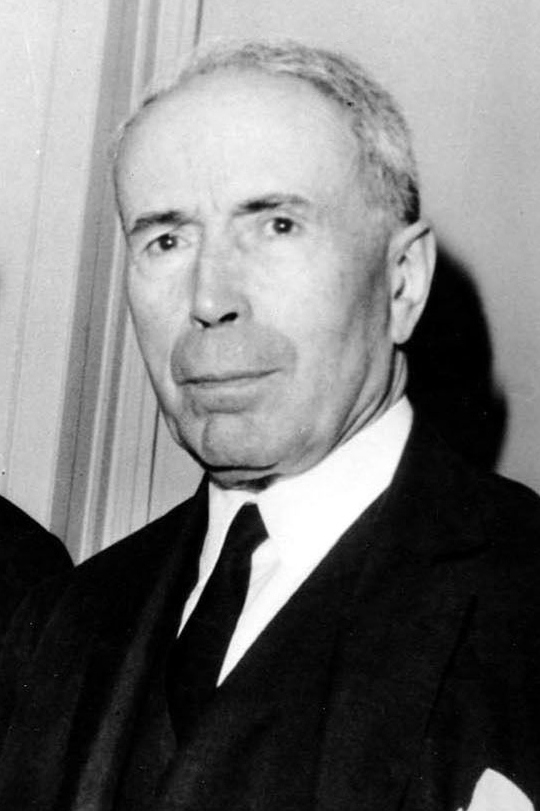
Antoine Pinay war zwischen 1952 und 1953 Premierminister

Das Kabinett Pinay wurde in Frankreich am 8. März 1952 von Premierminister Antoine Pinay während der Amtszeit von Staatspräsident Vincent Auriol gebildet und löste das Kabinett Faure I ab. Am 8. Januar 1953 wurde das Kabinett vom Kabinett Mayer abgelöst. Dem Kabinett gehörten Vertreter von Centre national des indépendants et paysans (CNIP), Parti républicain, radical et radical-socialiste (PRS), Mouvement républicain populaire (MRP) und Union démocratique et socialiste de la Résistance (UDSR) an.

## Minister
Dem Kabinett gehörten folgende Minister an:
| Amt                                                              | Name                  | Beginn der Amtszeit | Ende der Amtszeit |
| ---------------------------------------------------------------- | --------------------- | ------------------- | ----------------- |
| Premierminister                                                  | Antoine Pinay         | 8. März 1952        | 8. Januar 1953    |
| Vize-Premierminister                                             | Henri Queuille        | 8. März 1952        | 8. Januar 1953    |
| Staatsminister                                                   | Henri Queuille        | 8. März 1952        | 8. Januar 1953    |
| Staatsminister, Minister für Beziehungen zu assoziierten Staaten | Jean Letourneau       | 8. März 1952        | 8. Januar 1953    |
| Siegelbewahrer, Justizminister                                   | Léon Martinaud-Déplat | 8. März 1952        | 8. Januar 1953    |
| Außenminister                                                    | Robert Schuman        | 8. März 1952        | 8. Januar 1953    |
| Innenminister                                                    | Charles Brune         | 8. März 1952        | 8. Januar 1953    |
| Minister für nationale Verteidigung                              | René Pleven           | 8. März 1952        | 8. Januar 1953    |
| Minister für Finanzen und Wirtschaft                             | Antoine Pinay         | 8. März 1952        | 8. Januar 1953    |
| Minister für nationale Bildung                                   | André Marie           | 8. März 1952        | 8. Januar 1953    |
| Minister für öffentliche Arbeiten, Verkehr und Tourismus         | André Morice          | 8. März 1952        | 8. Januar 1953    |
| Minister für Industrie und Handel                                | Jean-Marie Louvel     | 8. März 1952        | 8. Januar 1953    |
| Landwirtschaftsminister                                          | Camille Laurens       | 8. März 1952        | 8. Januar 1953    |
| Minister für die Überseegebiete                                  | Pierre Pflimlin       | 8. März 1952        | 8. Januar 1953    |
| Minister für Arbeit und soziale Sicherheit                       | Pierre Garet          | 8. März 1952        | 8. Januar 1953    |
| Minister für Wiederaufbau und Stadtplanung                       | Eugène Claudius-Petit | 8. März 1952        | 8. Januar 1953    |
| Minister für Veteranen und Kriegsopfer                           | Emmanuel Temple       | 8. März 1952        | 8. Januar 1953    |
| Minister für öffentliche Gesundheit und Bevölkerung              | Paul Ribeyre          | 8. März 1952        | 8. Januar 1953    |
| Minister für Post, Telefonie und Telegrafie                      | Roger Duchet          | 8. März 1952        | 8. Januar 1953    |